# جان بیگریس
جان بیگریس (انگلیسی: John Bageris; ۱ ژانویهٔ ۱۹۲۴ – ۱ ژانویهٔ ۲۰۰۰) نقاش، و طراح اهل ایالات متحده آمریکا بود.
وی همچنین برندهٔ جوایزی همچون برنامه فولبرایت شده‌است.